# Котрикадзе, Александр Парменович
Александр Парменович Котрикадзе (3 декабря 1930, Тифлис, Грузинская ССР — 19 августа 1998) — советский футболист, нападающий. Мастер спорта СССР (1955)), заслуженный тренер Грузинской ССР (1966).
Старший брат Сергея Котрикадзе.

## Биография
Воспитанник футбольной школы № 35 Тбилиси, тренер А. Кикнадзе.
В 1951 году провёл пять матчей за «Спартак» Тбилиси, затем перешёл в «Динамо» Тбилиси и в 1952—1959 годах в 117 в чемпионате СССР забил 11 мячей.
Работал в командах «Динамо» Тбилиси (1961, 1962—1965, 1984—1986 — тренер, 1966, 1973 — старший тренер, 1985 — исполняющий обязанности старшего тренера), «Дила» Гори (1961 — старший тренер), «Металлург» Рустави (1968—1969 — старший тренер), «Торпедо» Кутаиси (1970 — старший тренер), «Гурия» Ланчхути (1980—1981, 1987 — старший тренер), «Шевардени» Тбилиси (1988—1989 — старший тренер).
Скончался в 1998 году.